# Mariano Comense
Mariano Comense est une commune italienne de la province de Côme, en Lombardie.

## Administration
| Période                                  | Période  | Identité          | Étiquette     | Qualité |
| ---------------------------------------- | -------- | ----------------- | ------------- | ------- |
| 28 juin 2004                             | En cours | Alessandro Turati | Centro-Destra |         |
| Les données manquantes sont à compléter. |          |                   |               |         |

### Hameaux
Perticato.

### Communes limitrophes
Brenna, Cabiate, Cantù, Carugo, Figino Serenza, Giussano, Lentate sul Seveso, Novedrate, Seregno.